# شورای اسلامی شهر همدان
شورای اسلامی شهر همدان بر اساس قانون تشکیلات، وظایف و انتخاب شوراهای اسلامی کشور و انتخاب شهرداران که دارای ۱۱ عضو می‌باشد به منظور پیشبرد سریع برنامه‌های اجتماعی، اقتصادی، عمرانی، بهداشتی، فرهنگی، آموزشی، پرورشی و سایر امور رفاهی از طریق همکاری مردم و نظارت بر امور شهر تشکیل شده‌است تشکیل گردیده‌است.

## اعضای دوره پنجم شورای اسلامی شهر همدان[۲]
۱_ آقای حمید بادامی نجات دارای ۲۳۴۹۱ رای
۲_ آقای علی رحیمی فر دارای ۲۰۷۳۹ رای
۳_ آقای حسین قراباغی دارای ۲۰۵۹۷ رای
۴_ خانم نرگس نوراله زاده دارای ۱۹۹۹۹ رای
۵_ آقای سیدمسعود عسگریان دارای ۱۹۹۱۴ رای
۶_ آقای ابراهیم مولوی دارای ۱۹۳۵۳ رای
۷_ خانم مریم روان بخش دارای ۱۹۱۵۶ رای
۸_ آقای علی فتحی دارای ۱۸۵۴۹ رای
۹_ آقای کامران گردان دارای ۱۸۴۳۵ رای
۱۰ _ خانم رضوان سلماسی دارای ۱۷۱۸۶ رای
۱۱ _ آقای اکبر کاوسی امید دارای ۱۶۳۵۴ رای.